# Taksnyltgeting
Taksnyltgeting (Dolichovespula adulterina) är en getingart som först beskrevs av François du Buysson 1905.  Taksnyltgetingen ingår i släktet långkindade getingar och familjen getingar. Arten är reproducerande i Sverige.

## Taxonomi
Fram till 2007 fördes arten till släktet Vespula, jordgetingar.

### Underarter
Arten delas in i följande underarter:
- D. a. adulterina
- D. a. arctica
- D. a. montivaga

## Beskrivning
Arten är svart med vanligtvis vita markeringar, som dock i vissa områden kan vara gulaktiga. Artennbaserna och munskölden är vita till gulaktiga; den senare även med ett svart, vertikalt streck som ofta går från topp till bas. Båda könen (arbetare saknas) är mellan 12 och 15 mm långa.

## Ekologi
Taksnyltgetingen är en social parasit, som tränger in i bon av sociala getingar på ett tidigt stadium, dödar drottningen, och låter arbetarna ta hand om och föda upp sina egna ägg. Från dessa kläcks det endast könsdjur, det vill säga drottningar och hanar. Den övertagna kolonin kommer alltså att dö ut på ett relativt tidigt stadium. De nya drottningarna uppträder omkring juni.
I Europa snyltar den främst på takgeting och nordgeting, i Nordamerika Dolichovespula arenaria och tajgageting.

## Utbredning
Utbredningsområdet omfattar stora delar av norra halvklotets tempererade och arktiska delar. I Nordamerika från sydöstra Alaska, Kanada utom de allra nordöstligaste delarna och USA söderut till Arizona, New Mexico, Tennessee och North Carolina. I Eurasien förekommer den från Nord- och Mellaneuropa österut över Sibirien och Centralasien till Japan. I Sverige finns arten tämligen spritt i södra Götaland, för att fortsätta uppåt längs östkusten till norra Norrland. I Finland förekommer arten främst längs sydkusten, men fynd har även gjorts i Österbotten och Norra Karelen.